# Соснівський район
Сосні́вський райо́н — міський район міста Черкаси, утворений Указом Президії Верховної Ради Української РСР № 2314-VIII від 22 грудня 1973 року. До складу району входить також селище Оршанець.
Район розташований в придніпровській зоні Кременчуцького водосховища, збудованого на Дніпрі. Район поділяється на 7 мікрорайонів: Центр, Соснівка, Південно-Західний, Луначарський, Дахнівка, Хімселище, Поляна. До його складу входять: 137 вулиць, 95 провулків, 1 бульвар, 1 проспект, 9 дніпровських спусків (узвозів), 1 алея, 1 проїзд та 1 тупик, а також близько 10 тисяч будинків. Економічний потенціал зосереджений на 4 730 підприємствах різних форм власності.
Переважна більшість обласних культурних об'єктів та державних установ, вищих навчальних та медичних закладів знаходиться саме на території Соснівського району.

## Населення
Населення становить 147 917 осіб (2007; 151 534 в 2005)[джерело?].

### Мовний склад
Рідна мова населення за даними перепису 2001 року:
| Мова       | Чисельність, осіб | Доля     |
| ---------- | ----------------- | -------- |
| Українська | 118 935           | 79,44 %  |
| Російська  | 27 557            | 18,40 %  |
| Інше       | 3 240             | 2,16 %   |
| Разом      | 149 732           | 100,00 % |

## Інфраструктура
На території району діють Черкаський національний університет імені Богдана Хмельницького, а також ще 11 закладів вищої освіти. Крім того, функціонують 4 середніх спеціальних навчальних заклади, 5 профтехучилищ, 19 загальноосвітніх шкіл, 28 дошкільних дитячих закладів, 20 поліклінік, 7 лікарень, 3 санаторії, шпиталь ветеранів війни.
Серед культурних об'єктів — Черкаський академічний обласний український музично-драматичний театр імені Т. Г. Шевченка, Черкаська обласна філармонія, Черкаський обласний краєзнавчий музей, Музей «Кобзаря» Т. Г. Шевченка, Черкаська обласна наукова бібліотека імені Т. Г. Шевченка, Будинок офіцерів, кінопалац «Салют», Черкаський міський парк «Сосновий Бір», Черкаський міський парк Перемоги, Черкаський міський зоопарк.
Спортивні арени району: Центральний стадіон, СК «Будівельник», СК «Сокіл», спортивно — технічний клуб ТСОУ.
На території району розташовані державні установи: Черкаська обласна державна адміністрація, міська рада, обласна податкова адміністрація, Головне управління Національної поліції в Черкаській області, обласне управління статистики, обласний центр зайнятості, Черкаська митниця тощо.

## Голови ради
- з 1974 по 1977 рік — Телевний Петро Лаврентійович;
- з 1977 по 1985 рік — Некора Валерій Григорович;
- з 1985 по 1988 рік — Беспалов Анатолій Семенович;
- з 1988 по 2006 рік — Івашкевич Валентина Василівна;
- з 2006 по 2011 рік — Душок Юрій Іванович.